# Anna Canalis di Cumiana
Anna Canalis di Cumiana (23. dubna 1680, Turín – 13. dubna 1769, Pinerolo) byla morganatickou manželkou sardinského krále Viktora Amadea II. Byla jmenována markýzou ze Spigna.

## Původ
Narodila se v Palazzo Canalis v Turínu 23. dubna 1680 jako dcera Fracesca Maurizia Canalis, hraběte z Cumiany, a jeho manželky Moniky Francesky San Martino d'Aglié.

## Dvorní dáma
Obdržela vzdělání jeptišky v klášteře Navštívení v Turíně, v roce 1695 byla představena u savojského vévodského dvora. Tam se stala dvorní dámou Marie Johanny Savojské, matky panovníka Viktora Amadea II. Oslovována byla jako Mademoiselle de Cumiana.
21. dubna 1703 se provdala za Ignazia Francesca Novarinu, hraběte ze San Sebestiana, se kterým měla údajně osm dětí. Manželství bylo domluveno vévodkyní Marií Johannou, k jejíž domácnosti Anna pařila, a která poznala, že na krásné a neprovdané Anně spočinulo oko jejího syna.
Obecně se věřilo, že první dítě Anny a jejího manžela bylo Viktora Amadea, ale San Sebastiano otcovství přijal. Viktor Amadeus a Anna si dopisovali a ona se brzy stala důvěrnicí na místě jeho manželky Anny Marie. V roce 1723 opustila s manželem, který udělal dobrou kariéru, dvůr, brzy na to však ovdověla, když její manžel 25. září 1724 zemřel. Protože zůstala jen s omezeným prostředky, povolal ji Viktor Amadeus zpět ke dvoru, kde se stala dvorní dámou Polyxeny, princezny z Piemontu, manželky prince Karla Emanuela z Piemontu a dědice Viktora Amadea II. Později byla v Polyxenině domácnosti povýšena na pozici ekvivalentní s britskou pozicí Lady of the Bedchamber (Paní ložnice).

## Sňatek s králem Viktorem Amadeem
V srpnu 1728 zemřela po sérii infarktů manželka Viktora Amadea, Anna Marie Orleánská. O dva roky později se během tajného obřadu 12. srpna 1730 v královské kapli v Turíně oženil s Annou, k čemuž obdržel povolení od papeže Klementa XII. Viktor Amadeus ji jmenoval markýzou ze Spigna. Titul byl vázán na léno ve Svaté říši římské, získané jako kořist ve válce o španělské dědictví a následně vlastněné nemanželským bratrem Viktora Amadea.
Pár svůj sňatek zveřejnil 3. září 1730, k velkému zděšení dvora. O měsíc později Viktor Amadeus oznámil své přání abdikovat a učinil tak při obřadu na zámku Rivoli. Jeho nástupcem se stal jeho syn Karel Emanuel III.
Viktor Amadeus si ponechal titul král Viktor Amadeus a s Annou se přestěhoval na zámek Chambéry mimo hlavní město. Pár přijal malou družinu služebníků a Viktor Amadeus byl informován o záležitostech státu. Pod vlivem Anny a přesto, že v roce 1731 prodělal mrtvici, se rozhodl, že chce obnovit své působení na trůnu a informoval svého syna o svém rozhodnutí. Syn ho však nechal zatknout a převézt na hrad Moncalieri, Anna byla převezena do domu pro napravené prostitutky na zámku Ceva, později se však mohla vrátit na zámek Rivoli, kam byl její manžel přestěhován. Vrátila se k němu 12. dubna. Zdálo se, že mrtvice zasáhla Viktora Amadea způsobem, který způsobil, že později začal být ke své manželce násilný a obvinil ji ze svého neštěstí.

Viktor Amadeus II., Annin morganatický manžel, který ji jmenoval markýzou ze Spigna

Král Viktor Amadeus zemřel v září 1732 a Anna byla uvězněna v klášteře San Giuseppe di Carignano. Později byla přestěhována do kláštera Navštívení v Pinerolu, kde 13. dubna 1769 ve věku 88 let zemřela. Byla pohřbena v hrobce bez náhrobního kamene.

## Potomci
- Paola Novarina (1708)
- Paolo Federico Novarina (1710)
- Carlo Novarina (1711)
- Giacinta Novarina (1712)
- Chiara Novarina (1714)
- Pietro Novarina (1715)
- Luigi Novarina (1718)
- Biagio Novarina (1722)